# 組踊
組踊（くみおどり；沖縄語： くみをぅどぅい）とは、琉球王国時代の沖縄で向受祐・玉城親方朝薫が創始した琉球の歌舞劇である。組踊は、能楽・狂言・歌舞伎・京劇・崑劇・福建省に伝わる閩劇などの影響を受け創作されたといわれ、中国や日本の故事、琉球の民話を題材に琉球舞踊や琉球古典音楽を基礎として発展した歌舞劇。2010年にユネスコ無形文化遺産リストに登録された。

## 歴史
第二尚氏王朝時代の琉球では、王の代替わり時に明、または清からやって来る冊封使の接待は重要な政治課題であった。1719年、第二尚氏第13代･尚敬王の冊封にあたって、前年に踊奉行の職に命ぜられた玉城朝薫（このとき位階は親雲上）は、かねてから造詣の深かった日本本土の芸能を参考に、琉球独自の芸能を加え、冊封使の接待式典全7宴中の第4宴･重陽の宴において、「鶴亀二児復父仇事」『二童敵討（にどうてきうち）』、「鐘魔事」『執心鐘入（しゅうしんかねいり）』の二題を上演した。これが組踊の始まりである。さらに第5宴･餞別の宴と第6宴・拝辞の宴で「儀禮前ノ如シ。又国中ノ故事、一二齣ヲ增シテ楽ミヲ爲ス」と当時の冊封副使である徐葆光の著した『中山伝信録』にあることから、『銘苅子（めかるしぃ）』『女物狂（おんなものぐるい）』『孝行之巻（こうこうのまき）』の3題が上演されたと思われる。この5題が後世まで玉城朝薫の創作した組踊の傑作「朝薫の五組」として愛されることになる。
朝薫の創始以後、組踊は冊封の宴以外の場でも士族階級の娯楽として広く楽しまれ、琉球処分後は商業演劇の舞台にもたびたび上演され、庶民の娯楽としての裾野もひろげた。また、新聞などに新作の組踊が発表されるなど、発展もした。第二次世界大戦後、琉球政府が沖縄県となった1972年5月15日には国の重要無形文化財に指定された。伝統組踊保存会の会員が、重要無形文化財「組踊」の保持者として総合認定されている。現在確認できる組踊の作品数は約60作品であり、作品の殆どは作者が未詳であり、上演記録が確認できるものも少ない。さらに、沖縄本島や周辺離島で行われる豊年祭（「十五夜」や「村踊り」ともいう）には現在でも組踊が上演される。その中でも有名なのは多良間島の「多良間島の八月踊り」である。
2010年11月にユネスコの無形文化遺産である「人類の無形文化遺産の代表的な一覧表」に登録された。日本ではこの一覧表に登録されているものは18件（2010年11月現在）である。
現在では大城立裕（『カクテル・パーティー』で第57回芥川賞受賞の沖縄の作家）や組踊の若手の立ち方らが「新作組踊」を発表し、上演する機会も増えている。作品の内容は、王府時代の組踊のほとんどが「忠孝節義」を主題として持つが、「新作組踊」はそれに囚われず、自由な主題を持つのが特徴である。演出については組踊後の演劇である沖縄芝居や琉球歌劇の演出方法を利用したものもあり、上記の琉球王朝時代に創作された「組踊」と異なるものとして上演されている。
2013年3月、国立劇場、国立劇場おきなわにおいて歌舞伎女形の人間国宝・坂東玉三郎丈が新作組踊「聞得大君誕生（ちふぃじんたんじょう）」（大城立裕作)を演じた。その上演チケットは即完売という国立劇場おきなわ開館以来の話題となり、再演が熱望され、2014年5月に再演された。
2015年春、ユネスコの世界遺産でもある沖縄を代表する伝統芸能「組踊」を文化観光資源とし、さらなる振興と県内外への発信をめざし、9月3日を「く(9)  み(3) 踊の日」として、民間認定団体である一般社団法人日本記念日協会に申請、認定された。

## 鑑賞
組踊は音楽・舞踊・台詞からなり、一般に「舞踊劇」「音楽劇」などと呼ばれる。そのスタイルは能や狂言に近いが、音楽に琉球音楽、舞踊に琉球舞踊、台詞に琉球語首里方言を使用するのが特徴といえる。筋立ての多くは勧善懲悪をテーマにしており、能や狂言に類似する筋書きを見つけることのできる作品も多い（たとえば『執心鐘入』は能の「道成寺もの」と呼ばれる筋書きをとる）。

## 現代版組踊
「現代版組踊」という名の演劇が2000年にうるま市勝連をはじめ、県内外にて生まれ（上演され）た。
これは上記の「組踊」とは本質的に全く異なる。組踊は、韻文で書かれた台詞をもとに歌・所作がある程度制約されており、音楽は琉球古典音楽を用い、楽器もまた琉球の楽器を使用する。そして登場人物の役柄によって、唱えや衣裳などの「約束事」がある。しかし、「現代版組踊」は題材こそ沖縄や郷土のものを使っているが、衣裳も個性的で、楽器や音楽も三線だけでなく、パーカションやギターなど現代のものが取り入れられている。肝高の阿麻和利公式サイトでは「沖縄に古くから伝わる伝統芸能『組踊』をベースに、現代音楽とダンスを取り入れて、勝連城10代目城主『阿麻和利』の半生を描く、いわば『沖縄版ミュージカル』」と説明されている。

沖縄県外初の現代版組踊は、2010年12月5日初演の、福島県南会津のチーム息吹による『息吹〜南山義民喜四郎伝』。1720年秋、日光東照宮に接する幕府直轄領であった南山御蔵入領で、小栗山喜四郎をはじめとする「南山義民」と現代に語り継がれる農民たちが、高率の年貢負担に苦しむ民と家族の命を守る為に決死の覚悟で起こした百姓一揆の歴史を、幕末の會津で松平容保公、山本八重（後の新島八重）、吉田寅次郎（吉田松陰）が語る物語。小中高校生による公演が、全国各地で上演されている。
チーム獅（レオ）は会津若松を拠点として活動する兄弟チーム。會津の創生期、礎を築いた蒲生氏郷公の物語。

## 関連図書
- 當間一郎『組踊研究』第一書房、1992年
- 當間一郎『組踊写本の研究』第一書房、1999年
- 兒玉絵里子「組踊立方　二代目親泊興照(初代親泊久玄)ー芸と心ー」(『民族藝術vol.25』所収、民族藝術学会、2014年3月)